# Distretto Settentrionale (Tainan)
Il distretto Settentrionale (北區S, Běi QūP) è un distretto della municipalità di Tainan, situata a Taiwan.